# Fath Ali Chah Qadjar
 (janvier 2019).
Si vous disposez d'ouvrages ou d'articles de référence ou si vous connaissez des sites web de qualité traitant du thème abordé ici, merci de compléter l'article en donnant les références utiles à sa vérifiabilité et en les liant à la section « Notes et références ».
Fath Ali Chah Qadjar (en persan : فتحعلی‌شاه قاجار), né en mai 1769 à Damghan et mort le 24 octobre 1834 à Ispahan et enterré à Qom, de son nom de naissance Bâbâ Khan, est le deuxième souverain de la dynastie Qadjare d'origine turkmène. Il régna en Perse de 1797 à sa mort.

## Biographie
Bâbâ Khan est le fils du puissant Hossein Qholi Khan Qadjar, l'un des frères de l'eunuque Agha Mohammad Khan, chef des Qadjars. Bâbâ Khan fut d'abord gouverneur du Fars pour son oncle Agha Mohammed (qui s'était emparé de la couronne), et monta sur le trône de Perse le 17 juin 1797 à la mort de ce dernier.
Après avoir triomphé de plusieurs rivaux, il tourna ses armes contre la Géorgie (1803), mais ne put soumettre le prince Georges, qui avait appelé la Russie à son secours. Pendant son règne, l'armée persane connaît ses premières défaites de l'époque moderne. La Russie, le voisin du nord, prend de plus en plus de pouvoir et étend sa souveraineté vers la zone du Caucase, historiquement rattachée entre autres à l'Iran. Le royaume perse perd ainsi le khanat de Bakou, le khanat de Kouba et le khanat de Derbent.
Fath Ali, voyant l'avancée des Russes, tente de s'allier aux puissances occidentales. Il entre même en contact avec Napoléon et des premières lettres sont échangées entre les deux souverains. Un ambassadeur est envoyé et ils signent le traité de Finkenstein. En 1805, il fit alliance avec Napoléon contre la Russie, mais aucune action concrète n'est menée et cette alliance reste lettre morte.
Entretemps, Napoléon fait la paix avec les Russes et signe le traité de Tilsitt avec Alexandre en 1807. Après la paix de Tilsitt, Fath 'Ali abandonne cette alliance pour celle du Royaume-Uni. Fath'Ali, perdant tout espoir d'aide des Britanniques et des Français, entre en guerre contre la Russie en désignant son fils Abbas Mirza comme chef de l'armée. Malgré la bravoure de l'armée persane et du prince héritier, la supériorité et la modernité de l'armée russe lui infligent une première défaite.
En 1813, il conclut la paix avec les Russes par le traité de Golestan, en abandonnant ses prétentions et en reconnaissant l'annexion de la Géorgie. L'Iran perd également le nord de la région du Caucase. Ainsi le traité confirme la perte des trois khanats sus-mentionnés, auquel sont ajoutés l'Imérétie et la Mingrélie (provinces géorgiennes), le Daghestan, le Chirvan, le Gandja, le Karabakh et les trois massifs montagneux du Talych (aujourd'hui en Azerbaïdjan).
La même année, il enlève au roi de Kaboul la province d'Hérat ; mais la mésintelligence qui éclate entre ses fils Abbas-Mirza et Mohammet-Ali l'empêche de la conserver.
En 1821, il déclare la guerre à la Porte et obtient pour la Perse un traité avantageux (1823). Après la mort de l'empereur Alexandre, Fath Ali conçoit le projet de reconquérir sur les Russes les places qu'il avait perdues. D'abord vainqueur, il est ensuite défait en plusieurs batailles par le général Paskievitch.
Une deuxième défaite contre la Russie oblige la Perse à signer le traité de Turkmanchai en 1828 par lequel il abandonne l'Arménie persane (c'est-à-dire le khanat d'Erevan et le Khanat de Nakhitchevan avec le siège du patriarcat arménien Sainte-Etchmiadzin) : l'Araxe devient alors la frontière entre la Russie et la Perse. L'Angleterre n'a pas bougé d'un pouce en faveur de la Perse. Ainsi l'Iran perd toute souveraineté sur les régions au-delà de la rivière Araxe, l'Arménie et l'Azerbaïdjan (d'aujourd'hui). C'est sous son règne qu'a lieu le saccage de la légation russe de Téhéran en 1829 et la mort de Griboïedov, alors que s'intensifie le Grand Jeu entre Russes et Anglais.
Les guerres avec la Russie durent plus de dix ans. Ces deux traités (Golestan et Turkmanchai) sont considérés comme l'un des points les plus sombres de l'histoire de l'Iran.
Fath Ali est connu pour avoir eu un harem comptant une centaine de femmes et plus de deux cents enfants, formant ainsi une grande cour royale. C'est également pendant son règne qu'il y a un retour aux arts persans et aux étiquettes royales. Il ordonne plusieurs grands portraits de lui (dont beaucoup sont peints par Mihr Ali), offerts à la cour d'Angleterre, à la cour de France et de l'empire d'Autriche. Il fait graver aussi plusieurs fresques à sa gloire à l'exemple des fresques sassanides. Il était très fier de sa barbe, considérée comme la plus longue du pays.
Après la mort de son fils, le talentueux et prometteur Abbas Mirza (gouverneur de l'Azerbaïdjan iranien), en 1833, qui avait été élevé sous l'influence de la légation britannique, Fath Ali désigne le faible fils d'Abbas Mirza, Mohammad Mirza, comme son successeur.
Il meurt un an plus tard, le 23 octobre.

## Portraits

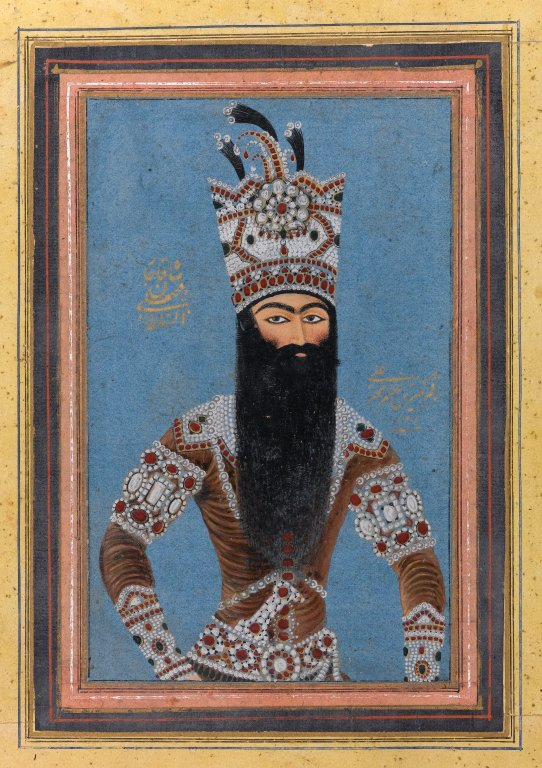
Mihr Ali: Portrait du chah Fath Ali, vers 1815, Brooklyn Museum
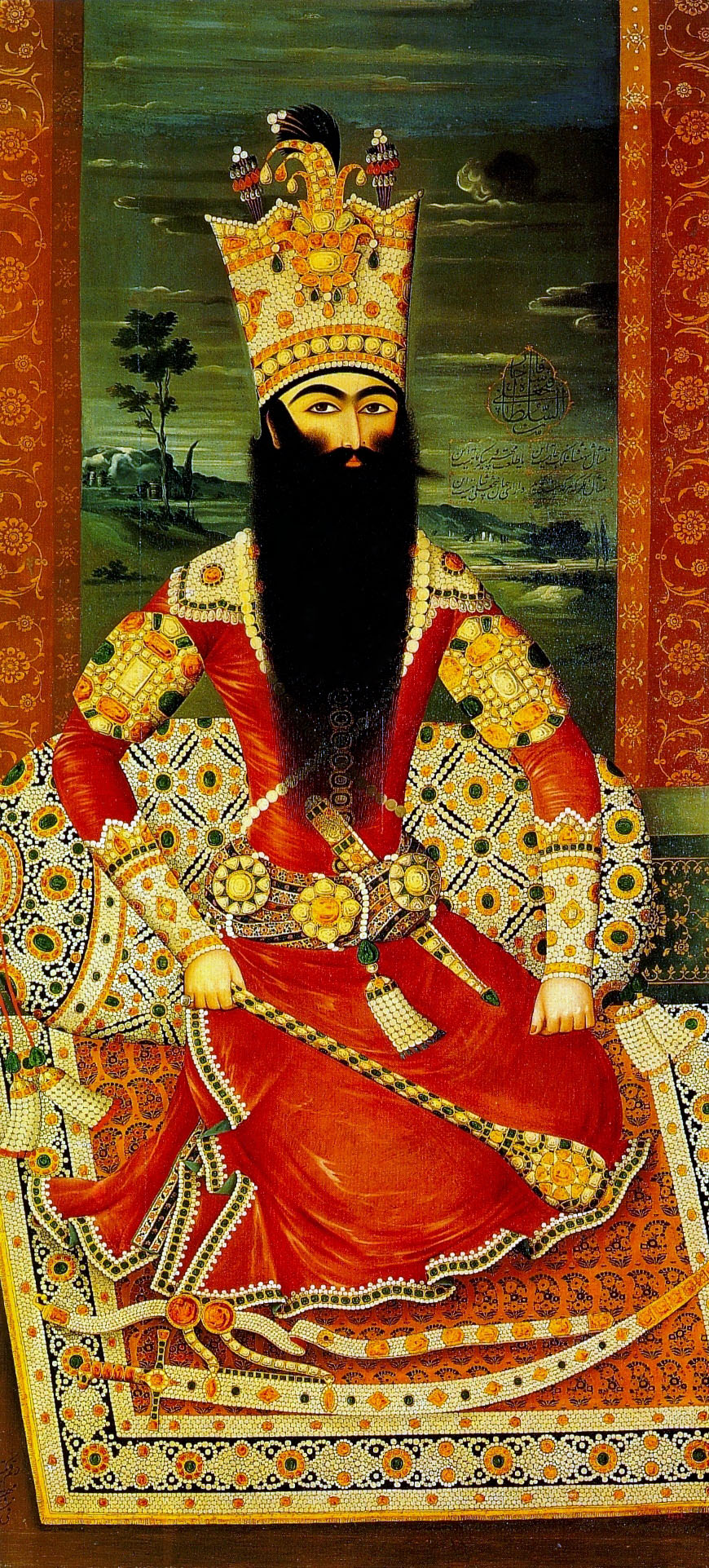
Mihr Ali: Portrait du chah Fath Ali, 1813-1814, musée de l'Ermitage de Saint-Pétersbourg.
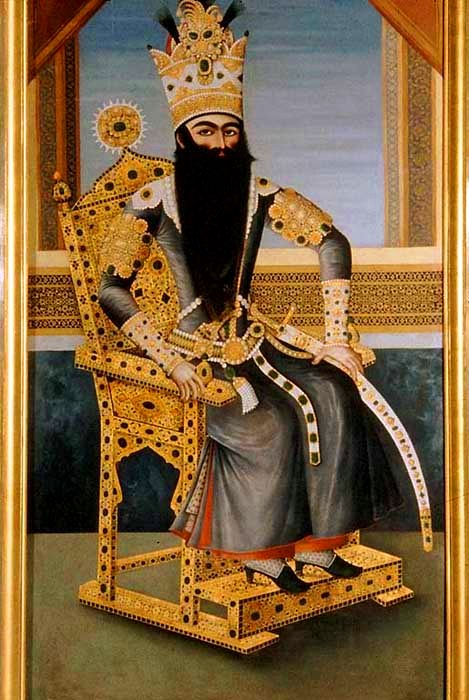
Mihr Ali: Portrait du chah Fath Ali, vers 1806, musée du Louvre de Paris.
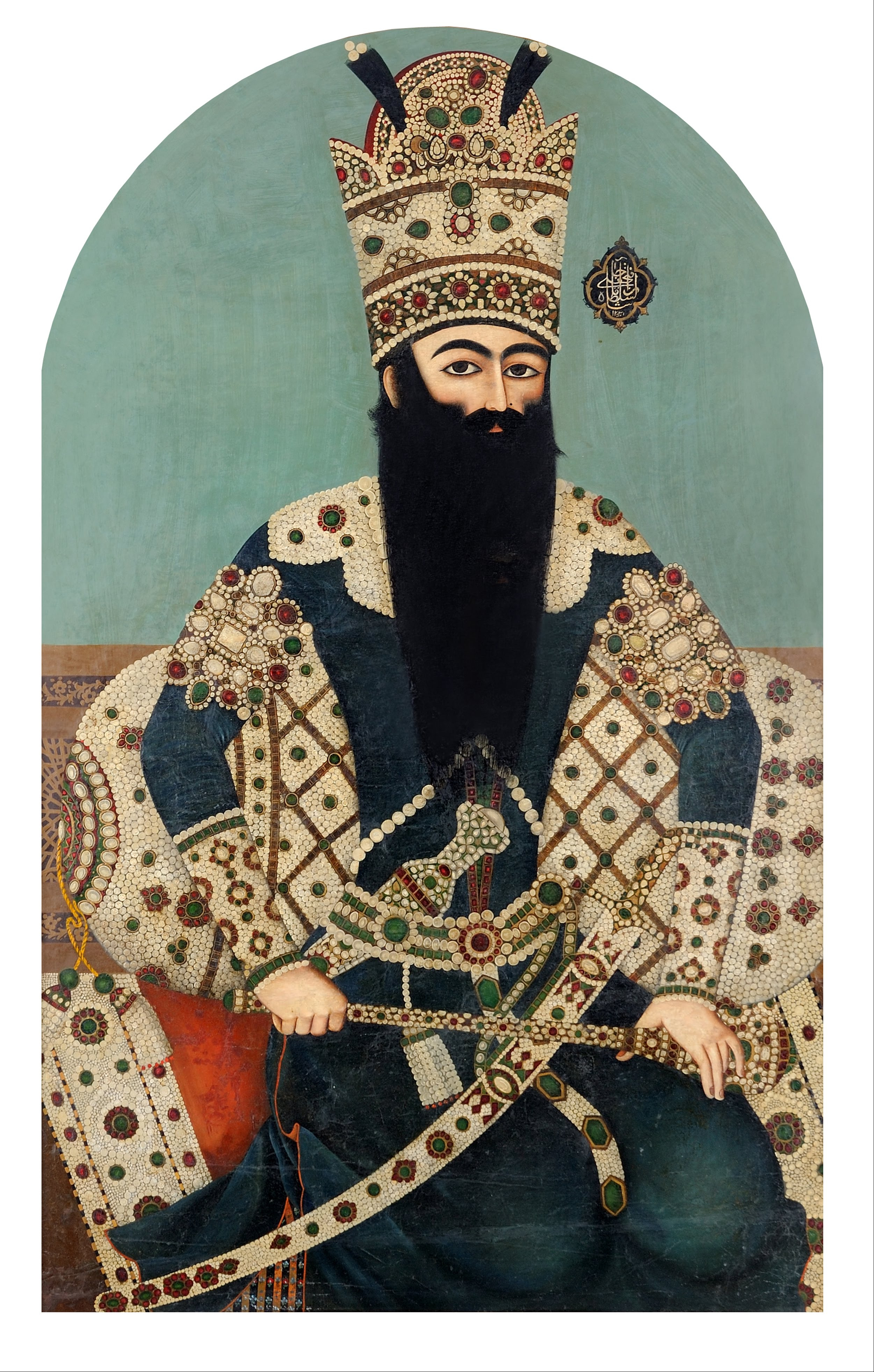
Mihr Ali: Portrait du chah Fath Ali, 1816, musée de l'art islamique de Doha.
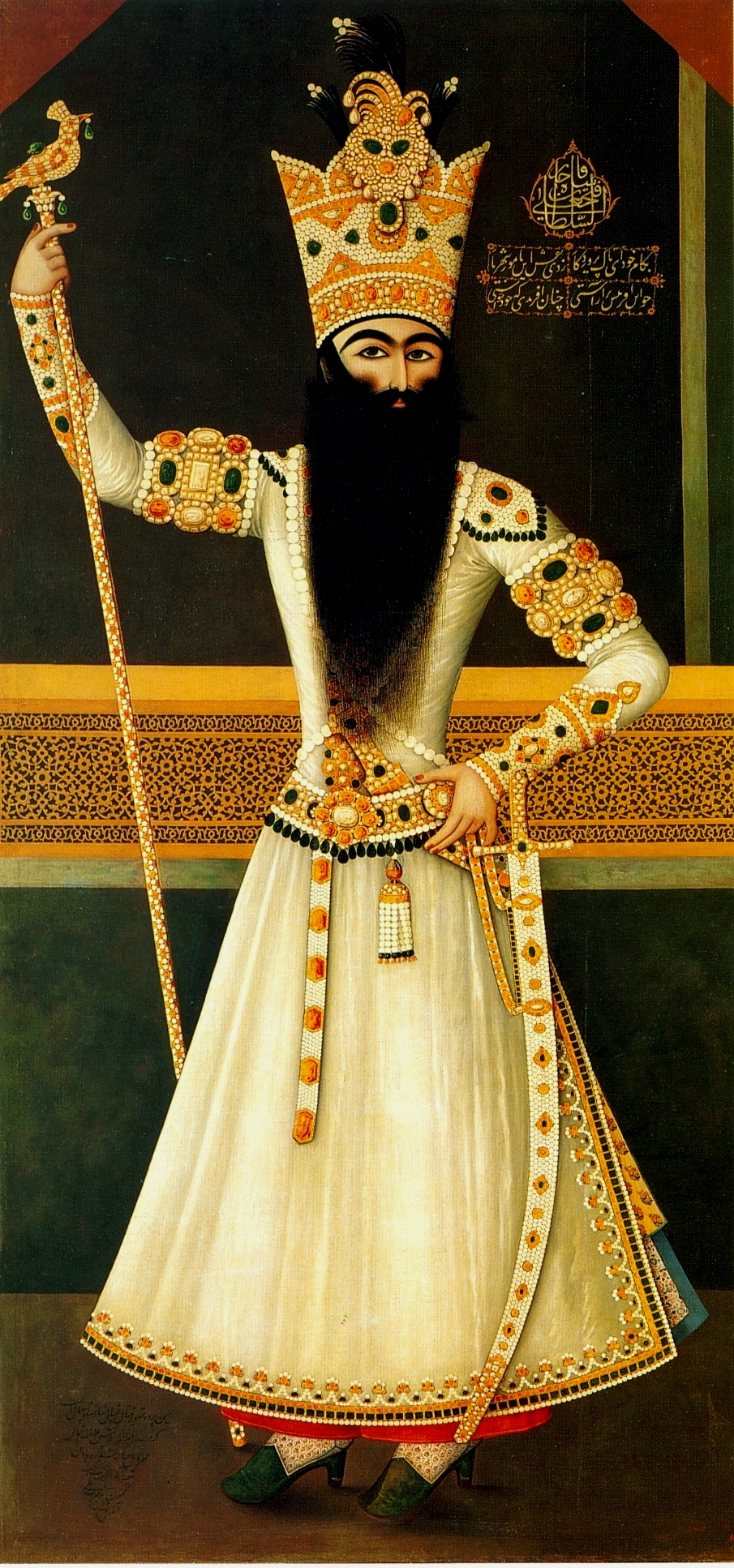
Mihr Ali: Portrait du chah Fath Ali, 1809-1810, musée de l'Ermitage de Saint-Pétersbourg.

## Famille
Fath Ali était le fils de Hossein Qholi Khan Qadjar (1750 - 1777) et d'Aqa Baji (- 1802).
Il possédait plus d'une centaine de femmes dans son harem, dont il eut entre autres :
1) Marié ?? dont
- Foulana Sewi Djehan Kadjoum (- 1882)
- Fathoullah Mirza (- 1869)
- Qavam al-Khelafa Mohammad Ali Mirza Dowlat Shah (5 janvier 1789 - 4 décembre 1820)
- Abbas Mirza (26 août 1789 - 25 octobre 1833)
- Prince Farman-Farma Hossein Ali Mirza (1er septembre 1789 - 22 juillet 1835)
- Hossam os-Saltaneh Mohammad Taqi Mirza (1791 - 1848)
- Mahmoud Mirza
- Soleyman Mirza

2) Marié ?? dont 
- Malik Qasim Mirza
- Ali Quli Mirza
- Bahman Mirza
- Zill us-Saltaneh Ali Mirza
- Sahib Ikhtiar Hyder Quli Mirza
- Mohammad Reza
- Iman Verdi Mirza
- Bahman Mirza (- 1833)

3) Marié ?? dont 
- Ismail Mirza
- Roukn oud-dawla Ali Naqi Mirza
- Mohammad Vali [25 JUN 1789 -]
- Molk-Ara Mohammad Quli Mirza (24 juin 1789 -)
- Shaikh oul-Molouk Shaikh Ali Mirza
- Shoudja os-Saltaneh Hassan Ali (1789 - 1854)
- Saif oud-Dowla Mohammad Mirza
- fille ??
- Mohammed Amin Mirza
- Alloudoldaoula Mirza (1819 -)

4) Marié à Tadj oud-Dawlah dont 
- Kourshid Koula

5) Marié à Agaba Bégum dont